# Air Bud 2 – Golden Receiver
Air Bud 2 – Golden Receiver ist ein US-amerikanisch-kanadischer Familienfilm aus dem Jahr 1998 unter der Regie von Richard Martin. Es handelt sich um den Nachfolgefilm von Air Bud – Champion auf vier Pfoten. Wie bereits im ersten Film ist Kevin Zegers wiederum in der Rolle des Josh Framm zu sehen. Spielte im ersten Film der Reihe Basketball eine wichtige Rolle, steht nun Football im Mittelpunkt der Handlung.

## Handlung
Nach dem Tod seines Vaters schließen Josh Framm und sein Golden Retriever Buddy sich noch enger aneinander an und sind nahezu unzertrennlich. Joshs Vater, der als Testpilot arbeitete, kam bei einem Unfall ums Leben. Als Joshs Mutter Jackie nach einiger Zeit eine neue Verbindung mit dem örtlichen Tierarzt Dr. Patrick Sullivan eingeht, passt das dem Jungen überhaupt nicht. Um möglichst oft von zu Hause weg zu sein, schließt er sich dem Footballteam seiner Schule an und natürlich mischt auch Buddy wieder mit und mausert sich zum heimlichen Star des Teams, das dadurch auf einem guten Weg ist, in diesem Jahr sogar die Meisterschaft zu gewinnen. 
Als Josh in einer Situation, die ihm über den Kopf gewachsen ist, sein Zuhause verlässt, trägt das dazu bei, dass die russischen Geschwister Natalya und Popov Buddys habhaft werden. Sie wollen den Hund als besondere Attraktion in ihrem Zirkus auftreten lassen, der mehr schlecht als recht läuft. In der Zwischenzeit ist es Joshs Trainer Fanelli gelungen, den Jungen aufzustöbern und ihn davon zu überzeugen, nach Hause zurückzukehren. Er macht ihm klar, dass Dr. Sullivan nicht die Stelle seines Vaters einnehmen will und die Gefühle Joshs dem toten Vater gegenüber selbstverständlich respektieren werde. 
Josh muss bei seiner Rückkehr jedoch feststellen, dass nicht nur Patrick Sullivan, sondern auch Buddy verschwunden ist. Für das Footballteam der Timberwolves ist das besonders bitter, da das Team ohne Buddy das letzte Spiel kaum gewinnen kann. Die Überraschung ist riesengroß als Patrick, während das Endspiel im Football läuft, ganz plötzlich mit Buddy auftaucht. Er hatte den Hund aus einer brenzligen Situation gerettet, als er vor dem diebischen Geschwisterpaar auf der Flucht war. Während des Spiels wird Buddy so arg gefoult, dass er nicht weiterspielen kann. Die Timberwolves geben sich das Versprechen, dass sie jetzt für ihren Freund Buddy siegen wollen und werden – und das gelingt ihnen dank ihres überragenden Einsatzes auch. 
Josh kann Patrick, der sich von der Familie zurückziehen will, überzeugen, dass das nun nicht mehr nötig sei, er jedenfalls habe kein Problem mehr mit ihm. Wenig später besuchen alle fünf ein bedeutendes Footballspiel mit den großen Stars dieses Sports. Und wer mogelt sich mal wieder aufs Spielfeld – Buddy!

## Produktion, Hintergrund und Veröffentlichungen
Von Walt Disney Pictures präsentiert handelt es sich um eine Robert-Vince-Produktion von Keystone Pictures in Zusammenarbeit mit Dimension Films. Die Dreharbeiten, die in Vancouver im Südwesten von British Columbia in Kanada stattfanden, dauerten vom 14. Februar bis zum 21. März 1998.
Der Golden Retriever Buddy, der in Air Bud – Champion auf vier Pfoten, die Rolle des Hundes Buddy spielte, wurde von Kevin di Ciccio im Sommer 1989 in der Sierra Nevada gefunden und mit nach Hause genommen. Er bildete das Tier in verschiedenen Sportarten wie Basketball, Baseball, Football, Fußball und Hockey aus. Buddy spielte in der Sitcom Full House die Rolle des Comet. 1997 verstarb das Tier im Alter von neun Jahren an den Folgen von Krebs im Schlaf. Dieser Film wurde seinem Andenken gewidmet. 
Der Film lief am 14. August 1998 in Kanada sowie den USA unter dem Originaltitel Air Bud 2 an. In Kanada trug er außerdem den französischen Titel Tobby 2: Receveur étoile. In Irland startete er am 1. April 1999, in Italien (Air Bud 2 – Eroe a quattro zampe) am 14. Mai 1999, in Spanien (Air Bud: El fichaje de la liga) am 6. August 1999, und in Deutschland hatte er seine Premiere als Videofilm am 15. September 1999. In den Niederlanden lief er am 8. Juni 2000 an, in Venezuela am 23. August 2000 und in Schweden (Air Bud räddar spelet) als Premiere im Fernsehen am 25. Juni 2003. Des Weiteren wurde der Film in Brasilien (Bud 2 – O Atleta de Ouro), Finnland (Turre taklaa tykimmin), Griechenland (DVD-Titel: Iptamena filarakia – To hryso kypello), Ungarn (Szájkosaras kosaras 2. – A rögbipályák réme), Polen (Bud – Pies na medal), Serbien (Badi, pas ragbista) und Russland (Король воздуха: Золотая лига) gezeigt.

## Kritik
Im Lexikon des internationalen Films fiel das Urteil negativ aus. Dort hieß es: „Eine kaum tragfähige Story, die durch slapstickhafte Tierfänger-Episoden aufgewertet werden soll, doch an ihrer unglückseligen Melange scheitert. Das Familienthema harmonisiert nicht mit dem Sportfilm, die Tierfangszenen wirken deplaziert [sic]. Ärgerlicher ist jedoch, auf welch penetrante Weise der titelgebende Vierbeiner vermenschlicht werden soll, da dies bei den jüngsten Zuschauern für nachhaltige Verwirrung im Umgang mit Tieren sorgen könnte.“
Für den Kritiker Rober Ebert war Air Bud 2 nur ein „blutleerer Schatten“ des „unterhaltsamen“ Vorgängerfilms von 1997, von dessen Charme sich Ebert angesprochen fühlte. Die Nebenhandlung mit dem russischen Geschwisterpaar hielt Ebert für „unklug“, auch gab es für seinen Geschmack „zu viele innige Szenen“ zwischen Mrs. Framm und ihrem neuen Freund. Die Ursache, dass es zu wenig Kunststücke durch Buddy im Film gibt, vermutete Ebert darin, dass das Original, „der große Buddy“, bald nach Fertigstellung des ersten Films an Krebs gestorben war. Amüsiert habe ihn jedoch, dass Buddy, wenn er einen Touchdown erzielt habe, das gefeiert habe, indem er sich auf den Rücken gerollt und seine Schultern in den Rasen gegraben habe, was ihn an Lad: A Dog, ein Werk von Albert Payson Terhune erinnert habe.

## Fortsetzungen
Im Jahre 2000 entstand mit Air Bud 3 – Ein Hund für alle Bälle eine weitere Fortsetzung. Es war der erste Film der Reihe, der direkt für den Videomarkt produziert wurde. Diesmal spielt Fußball eine wesentliche Rolle.
Mit Air Bud 4 – Mit Baseball bellt sich’s besser (2002) und Air Bud 5 – Vier Pfoten schlagen auf (2003) entstanden zwei weitere Fortsetzungen, die direkt für den Video- bzw. DVD-Markt produziert wurden.
2006 wurde mit dem Film Air Buddies – Die Welpen sind los eine Spin-off-Filmreihe ins Leben gerufen, die bisher insgesamt acht Teile umfasst: Snow Buddies – Abenteuer in Alaska (2008), Space Buddies – Mission im Weltraum (2009), Santa Buddies – Auf der Suche nach Santa Pfote (2009), Spooky Buddies – Der Fluch des Hallowuff-Hunds (2011) und Treasure Buddies – Schatzschnüffler in Ägypten (2012) sowie Super Buddies (2013).
Zusätzlich gab es 2010 noch Santa Pfotes großes Weihnachtsabenteuer, ein Prequel zu Santa Buddies – Auf der Suche nach Santa Pfote. 2012 folgte die Fortsetzung Santa Pfote 2 – Die Weihnachts-Welpen.